# Liste der Monuments historiques in Loubens-Lauragais
Die Liste der Monuments historiques in Loubens-Lauragais führt die Monuments historiques in der französischen Gemeinde Loubens-Lauragais auf.

## Liste der Bauwerke
| Bezeichnung | Beschreibung              | Standort | Kennzeichnung | Schutzstatus   | Datum     | Bild           |
| ----------- | ------------------------- | -------- | ------------- | -------------- | --------- | -------------- |
| Schloss     | Erbaut im 16. Jahrhundert | (Lage)   | PA00094375    | Inscrit Classé | 1991 1995 | weitere Bilder |